# Sede titolare di Iconio
Iconio (in latino Iconiensis) è una sede arcivescovile titolare della Chiesa cattolica.

## Storia
Iconio, corrispondente alla città di Konya nell'odierna Turchia, è l'antica sede metropolitana della provincia romana della Licaonia, nella diocesi civile di Asia e nel patriarcato di Costantinopoli. La metropolia di Iconio sopravvisse fino al 1923 quando, a causa del trattato di Losanna seguito alle guerre greco-turche, i greci dovettero abbandonare l'Anatolia per trasferirsi in Grecia.
Dal XVII secolo Iconio è annoverata tra le sedi arcivescovili titolari della Chiesa cattolica; la sede è vacante dal 5 marzo 1973.

## Cronotassi degli arcivescovi titolari
- Giovanni Matteo Cariofilli † (8 agosto 1622[2] - 23 maggio 1633 deceduto)
- Giulio Caracciolo, C.R. † (24 agosto 1671 - ?)
- Camillo Paolucci † (26 giugno 1724 - 18 aprile 1746 nominato cardinale presbitero dei Santi Giovanni e Paolo)
- Matteo Trigona † (1º aprile 1748 - prima del 29 luglio 1754 deceduto)
- Agatino Maria Reggio Statella † (17 febbraio 1755 - 6 febbraio 1764 deceduto)
- Giovanni Battista Caprara Montecuccoli † (1º dicembre 1766 - 21 febbraio 1794 nominato cardinale presbitero di Sant'Onofrio)
- Antonio Maria Odescalchi † (1º giugno 1795 - 28 maggio 1804 nominato arcivescovo, titolo personale, di Jesi)
- Pietro Caprano † (8 marzo 1816 - 15 dicembre 1828 nominato cardinale presbitero dei Santi Nereo e Achilleo)
- Jean-Baptiste Auvergne † (29 marzo 1833 - 14 settembre 1836 deceduto)
- Niccola Candoni † (28 febbraio 1837 - 15 novembre 1838 nominato arcivescovo di Nasso)
- Johannes von Geissel † (23 maggio 1842 - 19 ottobre 1845 nominato arcivescovo di Colonia)
- Vincenzo Annovazzi † (21 settembre 1846 - 4 agosto 1850 deceduto)
- Antonio Ligi Bussi, O.F.M.Conv. † (17 febbraio 1851 - 9 settembre 1862 deceduto)
- Luigi Puecher Passavalli, O.F.M.Cap. † (17 maggio 1867 - 4 ottobre 1897 deceduto)
- Raffaele Sirolli † (14 dicembre 1899 - 20 aprile 1903 deceduto)
- Luigi Lazzareschi † (22 giugno 1903 - 23 gennaio 1918 deceduto)
- Pietro di Maria † (11 giugno 1918 - 3 settembre 1937 deceduto)
- Eugène Tisserant † (25 giugno 1937 - 18 febbraio 1946 nominato cardinale vescovo di Porto e Santa Rufina)
- Luca Ermenegildo Pasetto, O.F.M.Cap. † (22 settembre 1937 - 11 novembre 1950 nominato patriarca titolare di Alessandria)
- Sergio Pignedoli † (22 dicembre 1950 - 5 marzo 1973 nominato cardinale diacono di San Giorgio al Velabro)